# Amy Ryan

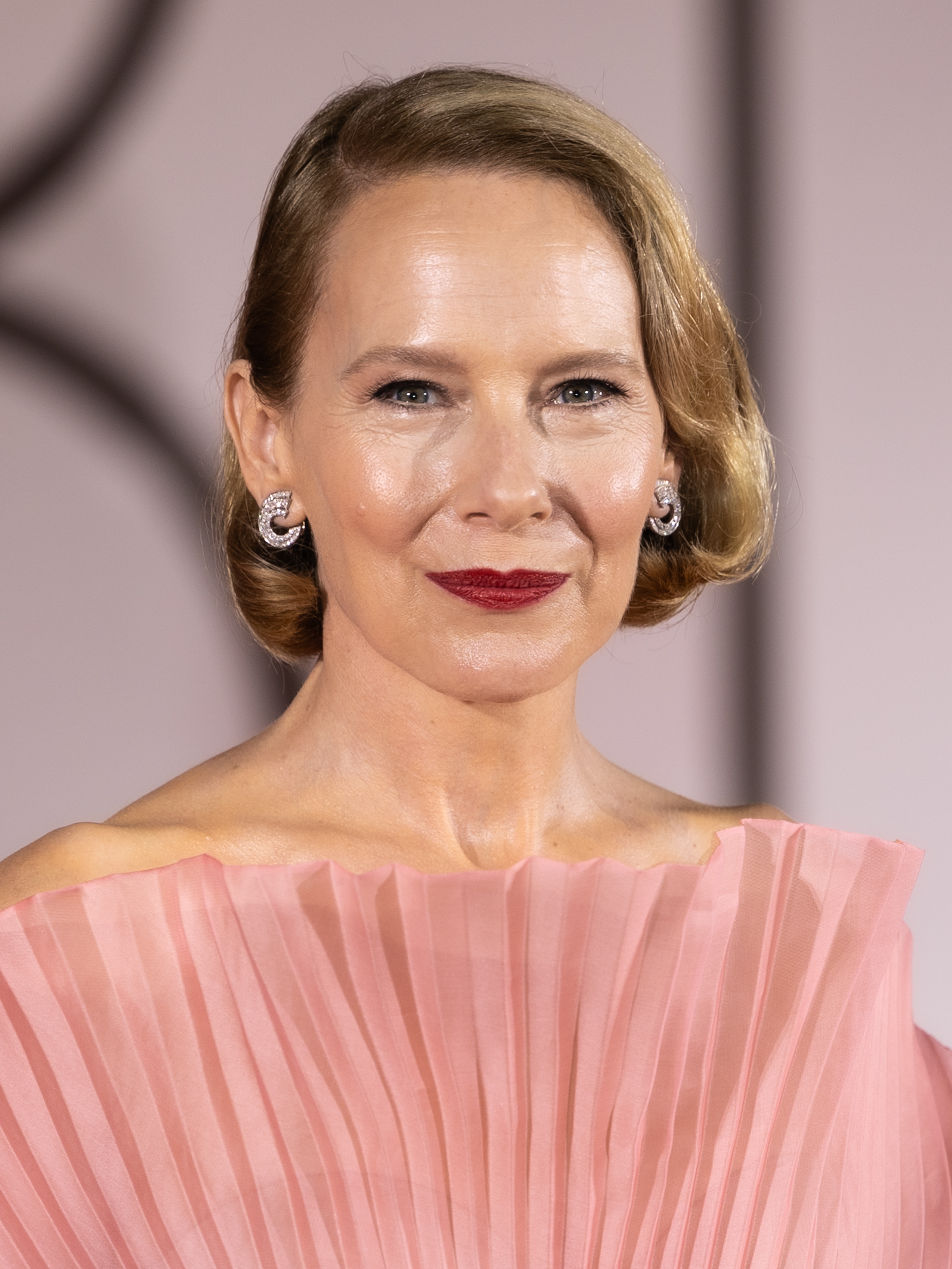
Amy Ryan beim Filmfestival von Venedig (2024)

Amy Ryan (* 30. November 1969 in Queens, New York City, als Amy Beth Dziewiontkowski) ist eine US-amerikanische Schauspielerin. Neben ihrer Theaterarbeit, die ihr drei Tony-Nominierungen (2000, 2005 und 2024) einbrachte, erschien sie seit Anfang der 1990er Jahre in mehr als 40 Film- und Fernsehproduktionen. Für ihre Nebenrolle in dem Spielfilm Gone Baby Gone – Kein Kinderspiel (2007) wurde sie mehrfach ausgezeichnet sowie für den Oscar und Golden Globe Award nominiert.

## Biografie

### Ausbildung und Theaterkarriere
Amy Ryan wuchs in Queens auf. Inspiriert durch eine Theateraufführung des Musicals A Chorus Line, hegte sie schon im Kindesalter den Wunsch, später als Schauspielerin zu arbeiten. Sie besuchte die New Yorker High School of the Performing Arts, wo Seth Gilliam zu ihren Kommilitonen gehörte, und wurde noch vor ihrem Schulabschluss von einem Agenten entdeckt. Ryan schlug daraufhin ein Studium an der New York University aus und ging stattdessen zunächst mit der Komödie Biloxi Blues von Neil Simon in der Rolle als Daisy auf eine Tournee durch die Vereinigten Staaten. Ihre weitere Schauspielausbildung absolvierte sie anschließend am Stagedoor Manor Performing Arts Training Center, das u. a. für so bekannte Akteure wie Robert Downey Jr., Felicity Huffman und Mary Stuart Masterson als Karrieresprungbrett gedient hatte. Ab Ende der 1980er Jahre trat sie in Off-Broadway-Theaterproduktionen auf.
In den 1990er Jahren erhielt Ryan erste Engagements als Zweitbesetzung am Broadway, darunter als Tess Goode in der Erstaufführung des preisgekrönten Stücks The Sisters Rosensweig von Wendy Wasserstein und als Natalia in der Neuinszenierung von Anton Tschechows Drei Schwestern. Ihren Durchbruch als Theaterschauspielerin ebnete Ryan im Jahr 2000 erneut eine Tschechow-Inszenierung: Michael Mayers Onkel Wanja am New Yorker Brooks Atkinson Theatre, in dem sie an der Seite von Derek Jacobi, Laura Linney und Rita Gam auftrat. Für ihre Darstellung der Arbeiterin Sonya erhielt sie das Lob der New Yorker Theaterkritiker und ihre erste Nominierung für einen Tony Award, den bedeutendsten US-amerikanischen Theaterpreis.
Nach diesem Erfolg überdachte Ryan ihre Rollenauswahl und trat von nun an weniger, dafür aber in qualitativ hochwertigeren Rollen auf, darunter in Wiederaufführungen am Off-Broadway, so 2001 in Beth Henleys Tragikomödie Crimes of the Heart und in Edward Bonds Gerettet. 2005 war sie für ihre Interpretation der Stella in Edward Halls Inszenierung von Tennessee Williams’ Endstation Sehnsucht an der Seite von John C. Reilly und Natasha Richardson ein zweites Mal für einen Tony Award nominiert. Erneutes Kritikerlob brachte ihr ein Jahr später die Hauptrolle der Becca in der Westküsten-Premiere von David Lindsay-Abaires Drama Rabbit Hole ein. Den Part einer New Yorker Hausfrau, die den Tod ihres jungen Sohnes  emotional verarbeiten muss, hatte zuvor Cynthia Nixon erfolgreich am Broadway gespielt.

### Film- und Fernseharbeit
Parallel zu ihrer Arbeit am Theater begann Amy Ryan ab Anfang der 1990er Jahre, regelmäßig in US-amerikanischen Fernsehserien und -filmen aufzutreten. Neben Gastrollen in so bekannten Serien wie As the World Turns (1990), Emergency Room – Die Notaufnahme (1995) und Chicago Hope – Endstation Hoffnung (1998) erhielt sie 1992 eine wiederkehrende Rolle als intrigante, schwangere Ex-Freundin von Peter Simmons in der NBC-Serie I’ll Fly Away (1991–1993). Ihr Kinodebüt gab sie 1999 als Freundin von Kevin Corrigan in Eric Mandelbaums Drama Roberta, denen größere Rollen in den preisgekrönten US-amerikanischen Independentfilmen You Can Count on Me (2000), Keane (2004) und Bennett Millers Capote (2005) folgten, in denen u. a. Abigail Breslin, Chris Cooper, Philip Seymour Hoffman, Laura Linney und Mark Ruffalo ihre Filmpartner waren.

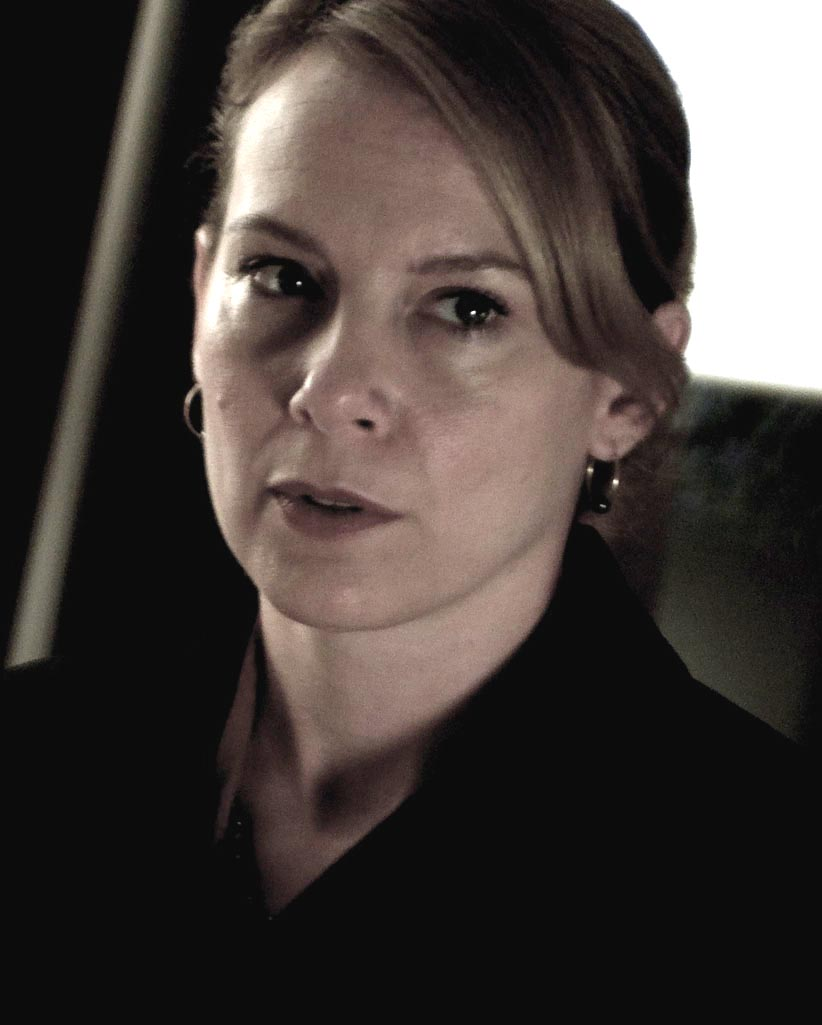
Ryan im Jahr 2007

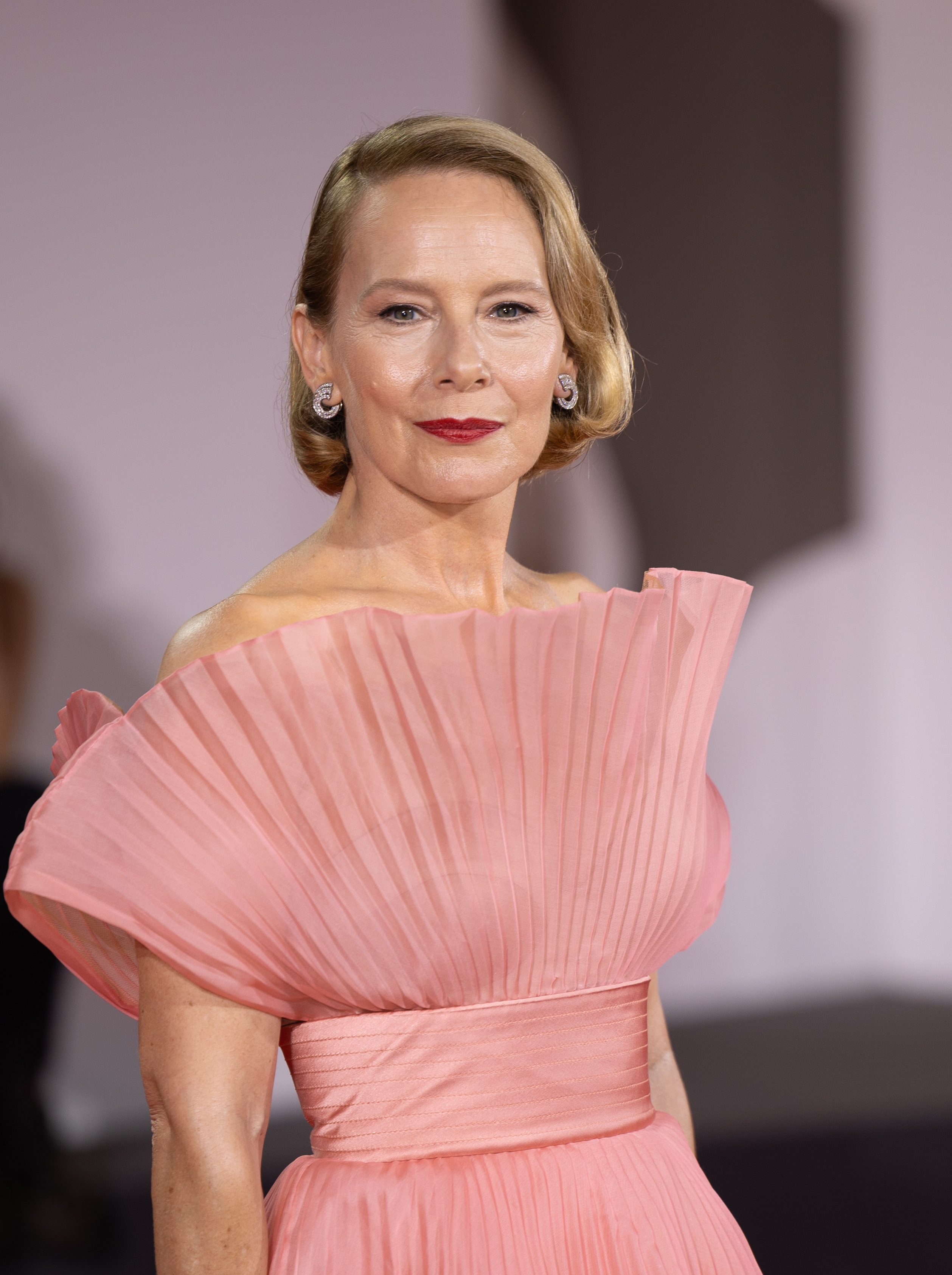
Ryan beim Filmfestival von Venedig (2024)

Einem breiten Fernsehpublikum wurde Amy Ryan durch die wiederkehrende Rolle der Hafenpolizistin Beatrice „Beadie“ Russell in der HBO-Serie The Wire bekannt, die sie ab Beginn der zweiten Staffel im Jahr 2003 verkörperte. Mit dem Regiedebüt von Ben Affleck, dem Krimidrama Gone Baby Gone – Kein Kinderspiel, stellte sich 2007 ihr Erfolg als Filmschauspielerin ein. In der Verfilmung des gleichnamigen Romans von Dennis Lehane spielte Ryan in einer Nebenrolle eine alleinerziehende, drogenabhängige Mutter aus der Bostoner Unterschicht, deren vierjährige Tochter verschwunden ist.
Die New York Times bewertete in ihrer Filmkritik Ryans Rolle der Helene McCready als eine „mutige, sensationelle Schauspielleistung“, in der sie mit Stereotypen der „bad woman“ und den Sympathien der Zuschauer spiele. Die Boston Globe handelte sie als mögliche Kandidatin für eine Nominierung in der Kategorie Beste Nebendarstellerin für die Oscarverleihung 2008. Ryan wurde dann auch für einen Oscar und einen Golden Globe nominiert und erfuhr zahlreiche Würdigungen von amerikanischen Filmkritiker-Verbänden, darunter durch das renommierte National Board of Review, den New York Film Critics Circle und die Los Angeles Film Critics Association.
Im selben Jahr war Ryan in vier weiteren Kinoproduktionen vertreten, darunter in Sidney Lumets Krimidrama Tödliche Entscheidung – Before the Devil Knows You’re Dead, erneut neben Philip Seymour Hoffman und neben Ethan Hawke, und in Noah Buschels Filmbiografie Neal Cassady als Ehefrau des gleichnamigen Beatnik-Idols. 2008 gehörte sie neben Angelina Jolie und John Malkovich zum Schauspielerensemble von Clint Eastwoods auf einem wahren Fall basierenden Thriller Der fremde Sohn und bekleidete mit dem Part der Holly Flax eine wiederkehrende Rolle in der Fernsehserie Das Büro (2008–2011). Ihre Leistung als Objekt der Begierde des Hauptdarstellers Steve Carell brachte ihr eine Nominierung beim Fernsehfestival von Monte Carlo als beste Komödiendarstellerin ein. 2010 war Ryan als scheue Freundin von Philip Seymour Hoffman in dessen romantischer Komödie Jack in Love sowie als naive Reporterin in Paul Greengrass’ Politthriller Green Zone zu sehen. Im selben Jahr folgte eine wiederkehrende Rolle als Therapeutin an der Seite von Gabriel Byrne in der Fernsehserie In Treatment – Der Therapeut. 2011 agierte Ryan in der Sportkomödie Win Win als geradlinige Ehefrau von Paul Giamatti, während sie im selben Jahr von dem Filmkritiker John Patterson (The Guardian) als eine der interessantesten Schauspielerinnen des zeitgenössischen US-amerikanischen Kinos hochgelobt wurde, der sie mit so bekannten europäischen Schauspielerinnen wie Isabelle Huppert, Liv Ullmann und Hanna Schygulla verglich.
Amy Ryan ist seit 2011 mit dem New Yorker Komödienautor Eric Slovin verheiratet. Aus der Beziehung stammt eine Tochter (* 2009). Zuvor war sie u. a. langjährig mit ihrem irischen Schauspielkollegen Brían F. O’Byrne liiert gewesen.

## Theaterstücke (Auswahl)
- 1988: The Rimers of Eldritch
- 1993–1994: The Sisters Rosensweig (Broadway)
- 1994: London Suite
- 1997: Drei Schwestern (The Three Sisters; Broadway)
- 1997–1998: As Bees in Honey Drown
- 2000: Onkel Wanja (Uncle Vanya; Broadway)
- 2001: Gerettet (Saved)
- 2001: Crimes of the Heart
- 2001–2002: The Women (Broadway)
- 2005: Endstation Sehnsucht (A Streetcar Named Desire; Broadway)
- 2006: Rabbit Hole

## Filmografie (Auswahl)
- 1995: Emergency Room – Die Notaufnahme (ER, Fernsehserie, Folge 1x23)
- 1999: Roberta
- 2000: You Can Count on Me
- 2003: Criminal Intent – Verbrechen im Visier (Law & Order: Criminal Intent, Fernsehserie, Folge 2x12 Die Botox-Tote)
- 2003–2008: The Wire (Fernsehserie, 20 Folgen)
- 2004: Keane
- 2005: Capote
- 2005: Krieg der Welten (War of the Worlds)
- 2006: Marvelous
- 2007: Gone Baby Gone – Kein Kinderspiel (Gone Baby Gone)
- 2007: Tödliche Entscheidung – Before the Devil Knows You’re Dead (Before the Devil Knows You’re Dead)
- 2007: Neal Cassady
- 2007: Dan – Mitten im Leben! (Dan in Real Life)
- 2008: Der fremde Sohn (Changeling)
- 2008–2011: The Office (Fernsehserie, 17 Folgen)
- 2009: Bob Funk
- 2009: The Missing Person
- 2010: In Treatment – Der Therapeut (In Treatment, Fernsehserie, 8 Folgen)
- 2010: Jack in Love (Jack Goes Boating)
- 2010: Green Zone
- 2011: Win Win
- 2013: Escape Plan
- 2013: Clear History
- 2013: Devil’s Knot – Im Schatten der Wahrheit (Devil’s Knot)
- 2014: Birdman oder (Die unverhoffte Macht der Ahnungslosigkeit) (Birdman or (The Unexpected Virtue of Ignorance))
- 2015: Bridge of Spies – Der Unterhändler (Bridge of Spies)
- 2015: Gänsehaut (Goosebumps)
- 2016: Central Intelligence
- 2016: Monster Trucks
- 2016: The Infiltrator
- 2018: Beautiful Boy
- 2019: Late Night
- 2019: Strange But True
- 2020: Lost Girls
- 2020: Der Fall 9/11 – Was ist ein Leben wert? (Worth)
- 2021–2022, 2024: Only Murders in the Building (Fernsehserie, 13 Folgen)
- 2023: Beau Is Afraid
- 2023: Passing Through
- 2024: John Sugar (Sugar, Miniserie)
- 2024: Wolfs

## Auszeichnungen

### Oscar
- 2008: nominiert als Beste Nebendarstellerin für Gone Baby Gone – Kein Kinderspiel

### Golden Globe Award
- 2008: nominiert als Beste Nebendarstellerin für Gone Baby Gone – Kein Kinderspiel

### Tony Award
- 2000: nominiert als Beste Nebendarstellerin in einem Theaterstück für Onkel Wanja
- 2005: nominiert als Beste Nebendarstellerin in einem Theaterstück für Endstation Sehnsucht
- 2024: nominiert als Beste Hauptdarstellerin in einem Theaterstück für Doubt – A Parable

### Weitere
- 2007: Boston Society of Film Critics Award für Gone Baby Gone – Kein Kinderspiel (Beste Nebendarstellerin)
- 2007: Capri Arts Award für Gone Baby Gone – Kein Kinderspiel
- 2007: Nominierung für den Chicago Film Critics Association Award für Gone Baby Gone – Kein Kinderspiel (Beste Nebendarstellerin)
- 2007: 2. Platz beim Dallas-Fort Worth Film Critics Association Award für Gone Baby Gone – Kein Kinderspiel (Beste Nebendarstellerin)
- 2007: Florida Film Critics Circle Award für Gone Baby
- Gone – Kein Kinderspiel (Beste Nebendarstellerin)
- 2007: Gotham Award für Tödliche Entscheidung – Before the Devil Knows You’re Dead (Bestes Schauspielensemble, gemeinsam mit u. a. Philip Seymour Hoffman und Ethan Hawke)
- 2007: Los Angeles Film Critics Association Award für Gone Baby Gone – Kein Kinderspiel (Beste Nebendarstellerin)
- 2007: National Board of Review Award für Gone Baby Gone – Kein Kinderspiel (Beste Nebendarstellerin)
- 2007: New York Film Critics Circle Award für Gone Baby Gone – Kein Kinderspiel (Beste Nebendarstellerin)
- 2007: Phoenix Film Critics Society Award für Gone Baby Gone – Kein Kinderspiel (Beste Nebendarstellerin)
- 2007: San Diego Film Critics Society Award für Gone Baby Gone – Kein Kinderspiel (Beste Nebendarstellerin)
- 2007: San Francisco Film Critics Circle Award für Gone Baby Gone – Kein Kinderspiel (Beste Nebendarstellerin)
- 2007: Satellite Award für Gone Baby Gone – Kein Kinderspiel (Beste Nebendarstellerin)
- 2007: Southeastern Film Critics Association Award für Gone Baby Gone – Kein Kinderspiel (Beste Nebendarstellerin)
- 2007: Washington DC Area Film Critics Association Award für Gone Baby Gone – Kein Kinderspiel und Tödliche Entscheidung – Before the Devil Knows You’re Dead (Beste Nebendarstellerin)
- 2008: Broadcast Film Critics Association Award für Gone Baby Gone – Kein Kinderspiel (Beste Nebendarstellerin)
- 2008: 2. Platz beim National Society of Film Critics Award für Gone Baby Gone – Kein Kinderspiel und Tödliche Entscheidung – Before the Devil Knows You’re Dead (Beste Nebendarstellerin)
- 2008: Online Film Critics Society Award für Gone Baby Gone – Kein Kinderspiel (Beste Nebendarstellerin)
- 2008: Nominierung für den Screen Actors Guild Award für Gone Baby Gone – Kein Kinderspiel (Beste Nebendarstellerin)
- 2008: Nominierung für den Vancouver Film Critics Circle Award für Gone Baby Gone – Kein Kinderspiel (Beste Nebendarstellerin)
- 2008: Virtuoso Award des Santa Barbara International Film Festival
- 2009: Nominierung für die Goldene Nymphe des Festival de Télévision de Monte-Carlo für Das Büro (Beste Darstellerin in einer Serie – Komödie)
- 2011: Nominierung für den Chlotrudis Award für Jack in Love (Bestes Schauspielensemble, gemeinsam mit u. a. Philip Seymour Hoffman und John Ortiz)